# Représentations diplomatiques en Ossétie du Sud-Alanie

Carte des représentations diplomatiques en Ossétie du Sud-Alanie
Ossétie du Sud-Alanie
États avec ambassade en Ossétie du Sud-Alanie
États ayant un bureau de représentation en Ossétie du Sud-Alanie
États avec ambassade non résidente en Ossétie du Sud-Alanie

Cette page répertorie les représentations diplomatiques en Ossétie du Sud-Alanie. L'Ossétie du Sud-Alanie est une région qui s'est séparée de la Géorgie en 1991 et a obtenu sa première reconnaissance internationale après la guerre d'Ossétie du Sud en 2008. Le pays a été reconnu par l'Abkhazie, Nauru, le Nagorno-Karabakh, le Nicaragua, la Russie, la Transnistrie et le Venezuela. Actuellement, la capitale Tskhinvali abrite deux ambassades et un bureau de représentation. Les ambassadeurs vénézuéliens et nicaraguayens résident à Moscou.

## Ambassades
Tskhinvali
- Abkhazie[1]
- Russie[2]

## Bureau de représentation
- Transnistrie[3]

## Ambassades non résidentes
- Nicaragua (Moscou)
- Venezuela (Moscou)[4]